# Карун (ислам)
Карун (араб. قارون) — коранический персонаж, враг и притеснитель пророка Мусы.
Имя Каруна упоминается в Коране вместе с именами Фирауна и Хамана среди тех, кто в своём мирском благополучии бросал вызов Аллаху (29:38; 40:25). Коранический рассказ о Каруне восходит к библейской истории Корея (Числ. 16), в котором получили также особое развитие мотивы, восходящие к легендам о царе Крёзе. Согласно Корану, Карун бесчинствовал против Мусы, похваляясь своими сокровищами, которые были столь велики, что «ключи его отягчали толпу обладающих силой» (28:76). Богатством своим он очень гордился, считая, что его имущество — результат его собственных знаний и заслуг. Некоторые порицали его за гордыню, но многие ему завидовали. Тогда Аллах разверз землю, и она поглотила Каруна и его дом. Это вразумило тех, кто мечтал оказаться на его месте. «И не оказалось у него толпы, которая защитила бы его от Аллаха. И не оказался он получающим помощь» (28:81). Коранический рассказ относится к позднейшему мекканскому периоду. Его диалоги передают реальные споры Мухаммада с мекканцами, а сам рассказ является ответом на упреки в адрес Мухаммада в том, что его бог не делает пророка богатым.
Мусульманское предание добавляет к кораническому рассказу ряд деталей, в основном повторяющих послебиблейские иудейские сюжеты. Мусульмане считали Каруна основателем алхимии. Это представление, по-видимому, основывается на содержащемся в Коране утверждении Каруна, что все богатства добыты им по его знанию (28:78).
В преданиях эта история украшена многими деталями. На основании слов Корана о «знании» Каруна его считают древнейшим алхимиком, умевшим обращать в драгоценности все что угодно. В Египте с его именем связывают некоторые озера и водоемы, появившиеся якобы на месте провалившегося дома Каруна.